# Norman Uprichard
William Norman McCourt Uprichard, né le 20 avril 1928 à Lurgan en Irlande du Nord et mort le 31 janvier 2011 à Brighton en Angleterre, est un joueur de football international nord-irlandais qui évoluait au poste de gardien de but.

## Biographie

### Carrière en sélection
Avec l'équipe d'Irlande du Nord, il joue 18 matchs (pour aucun but inscrit) entre 1951 et 1958. 
Il joue son premier match en équipe nationale le 6 octobre 1951 contre l'Écosse et son dernier le 5 novembre 1958 face à cette même équipe.
Il figure dans le groupe des sélectionnés lors de la Coupe du monde de 1958. Lors du mondial organisé en Suède, il joue un match face à la Tchécoslovaquie.